# Ivan Zafranović
Ivan Zafranović (Zagreb, 1973.), hrvatski slikar, grafičar i majstor borilačkih vještina. Nositelj je 6. Dana u Iwama Ryu, 6.  Dana u aikikaiju. Sin je redatelja i scenariste Lordana Zafranovića.

## Životopis
Ivan Zafranović je rođen 1973. u Zagrebu. Godine 1994. započinje vježbati aikido. Krajem 1998. godine upoznaje Paola Corallinija i posvećuje se učenju aikida kakav je podučavao Morihiro Saito u Iwami. Sljedeće godine u Rimu upoznaje Morihira Saita. Godine 1999. osniva prvi klub Iwama Ryua u Hrvatskoj i postaje predstavnik Morihira Saita u Hrvatskoj. Danas nosi zvanje 6. Dan Iwama Ryu i 5. Dan Aikikai. Pokretač je Iwama Ryua u Bosni i Hercegovini i Sloveniji za koje je zadužen kao koordinator i instruktor za polaganja.  
Jedan je od osnivača Hrvatskog aikido saveza (HAS). Trenutačno obavlja dužnost tehničkog direktora HAS-a i nadgleda kvalitetu aikida, te vodi treninge za instruktore iz cijele Hrvatske. Dugi niz godina blisko surađuje i uči od Daniela Toutaina.
Godine 2019. u okviru 74. japanskog nacionalnog športskog festivala, Ivan Zafranović i Predrag Jukić su bili među jedanaest majstora aikida iz cijelog svijeta koji su demonstrirali aikido pred doshuom Moriteru Ueshibom, poglavarom krovne organizacije Aikikai u Iwami, mjestu rođenja aikida. To je bio prvi put da je Hrvatska imala svoje predstavnike na tako važnom događaju Međunarodne aikido federacije (IAF).
Također je aktivan u drugim borilačkim vještinama. Od 2003. intenzivno vježba izraelski borbeni i taktički sustav Krav Maga kojim se koristi izraelska vojska, policija kao i mnoge antiterorističke jedinice diljem svijeta. Do 2010. godine vodio je Krav Maga klub "Zagreb", prvi KM klub u Hrvatskoj, kao instruktor i voditelj kluba. Od 2006. godine, također se aktivno bavi Brazilskom Jiu-jitsom.
Živi u Zagrebu i aikido podučava u centralnom aikido dojo-u "Izvor".

## Vanjske povezice
- Ivan Zafranović Sensei